# Tararua Range
De Tararua Range, vaak de Tararua Ranges of Tararua genoemd, is een bergketen op het Noordereiland van Nieuw-Zeeland. De Tararua Range loopt van noordoost naar zuidwest gedurende ongeveer 110 kilometer, van nabij Palmerston North in het noordoosten tot aan de bovenloop van de Hutt River in het zuiden. Daar bevindt zich het noordelijke punt van de Remutaka Range. Ten noorden van de Tararua Ranges bevindt zich de Ruahine Range, deze beide bergketens worden gescheiden door de Manawatu Gorge, een steile kloof. Het grootste deel van de Tararua Ranges bestaat uit wildernis, wat beschermd wordt als het Tararua Forest Park.
De hoogste piek in de Tararua Range is Pukeamoamo / Mitre met een hoogte van 1571 meter. Andere prominente toppen zijn Mount Bannister met 1537 meter en Mount Hector met 1529 meter, die is vernoemd naar de wetenschapper Sir James Hector. De Māori-naam is Pukemoumou, wat 'heuvel van verlatenheid' betekent.

## Geografie
De Tararua Range is verdeeld in twee verschillende regio's, een noordelijke en een zuidelijke. Beide worden gedomineerd door een centrale bergtop: Arete in het noorden en Hector in het zuiden. In totaal ontspringen tien rivieren op de berghellingen, die de omliggende landelijke en stedelijke gebieden van water voorzien, van Palmerston North in het noorden tot Wellington in het zuiden. 
De 15 toppen in de Tararua Range van 1500 meter of hoger zijn (van noord naar zuid): Logan 1500 meter, Bannister 1537 meter, South Bannister 1513 meter Arete 1505 meter, Lancaster 1504 meter, Brocket 1538 meter, Pukeamoamo / Mitre 1571 meter, Peggys Peak 1545 meter, Girdlestone 1546 meter, North King 1535 meter, Middle King 1521 meter, South King 1531 meter, McGregor 1540 meter, Angle Knob 1510 meter, Mount Hector 1529 meter.
Andere opmerkelijke toppen in het bereik zijn Jumbo Peak (1405 meter) en Mount Holdsworth (1470 meter).

## Klimaat en vegetatie
De westelijke hellingen van de bergketen worden blootgesteld aan de heersende vochtdragende winden, die uit de richting komen van Straat Cook in het zuiden. Deze zijn de bron van een jaarlijkse regenval van ongeveer 5000 millimeter, wat resulteert in de dominantie van coniferen, varens en struiken aan de westelijke kant van de bergketen. Aan de oostkant daarentegen zijn er open beukenbossen in een drogere omgeving.  Het Tararua-gebergte heeft een grote diversiteit aan vegetatie, variërend van alpiene polgraslanden en subalpien struikgewas tot montane bossen bestaande uit bomen als miro (Prumnopitys ferruginea) en kamahi (Weinmannia racemosa), of zuidelijke beuken en laaglandbossen met podocarpen en kamahi.
Het bos in het noordelijke deel van de Tararua Range bestaat voornamelijk uit inheemse bossen van tawa (Beilschmiedia tawa) en miro. Verder naar het zuiden worden soorten zoals de beuk algemeen gezien. Ten slotte groeien langs de westelijke hellingen van de bergketen die uitkijken op de Tasmanzee, gemengde inheemse soorten waarvan de rimu (Dacrydium cupressinum), matai (Prumnopitys taxifolia), totara (Podocarpus totara) en kahikatea (Dacrycarpus dacrydioides) dominant zijn.

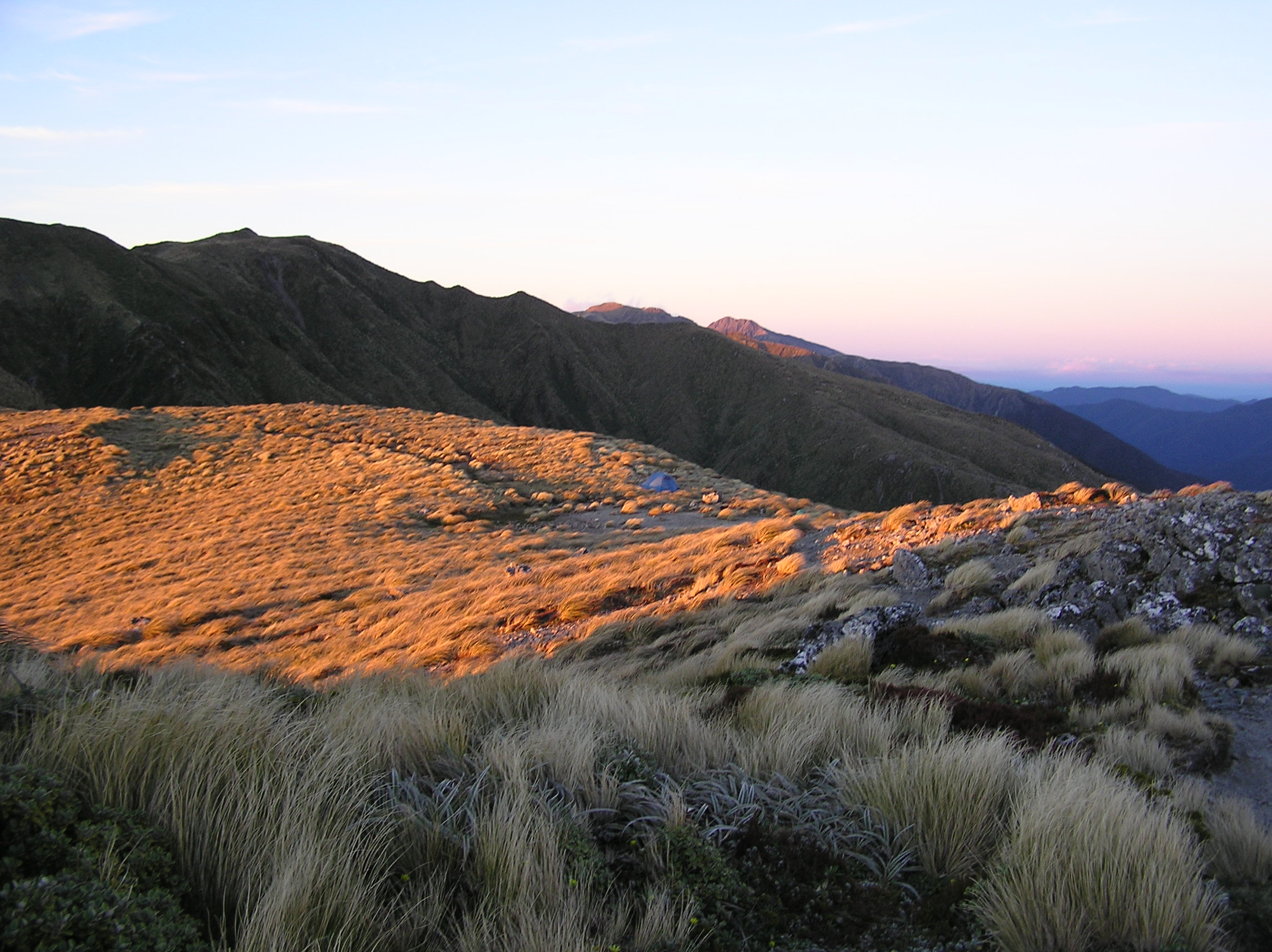
In de hogere delen bevinden zich alpiene polgraslanden
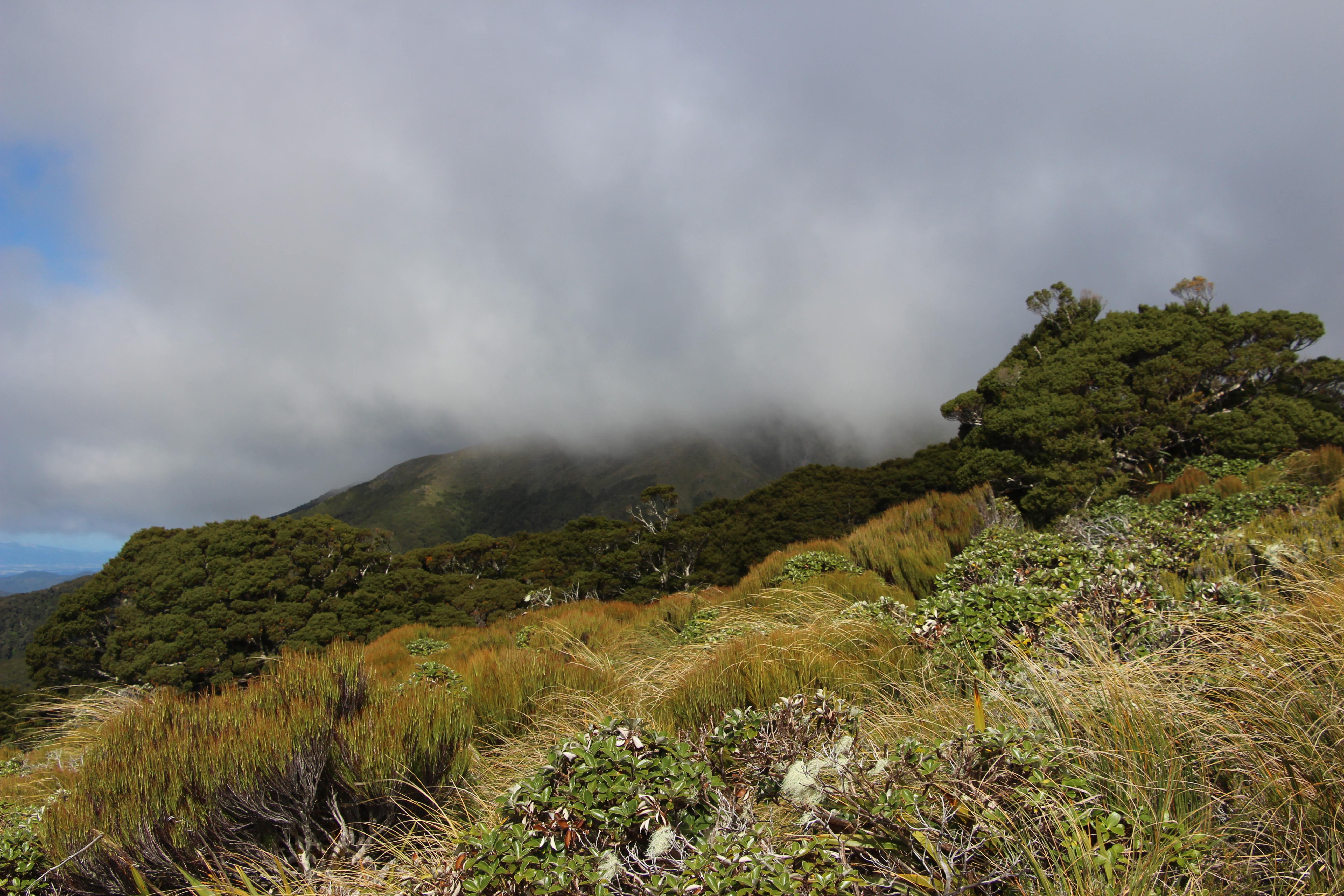
Subalpien struikgewas
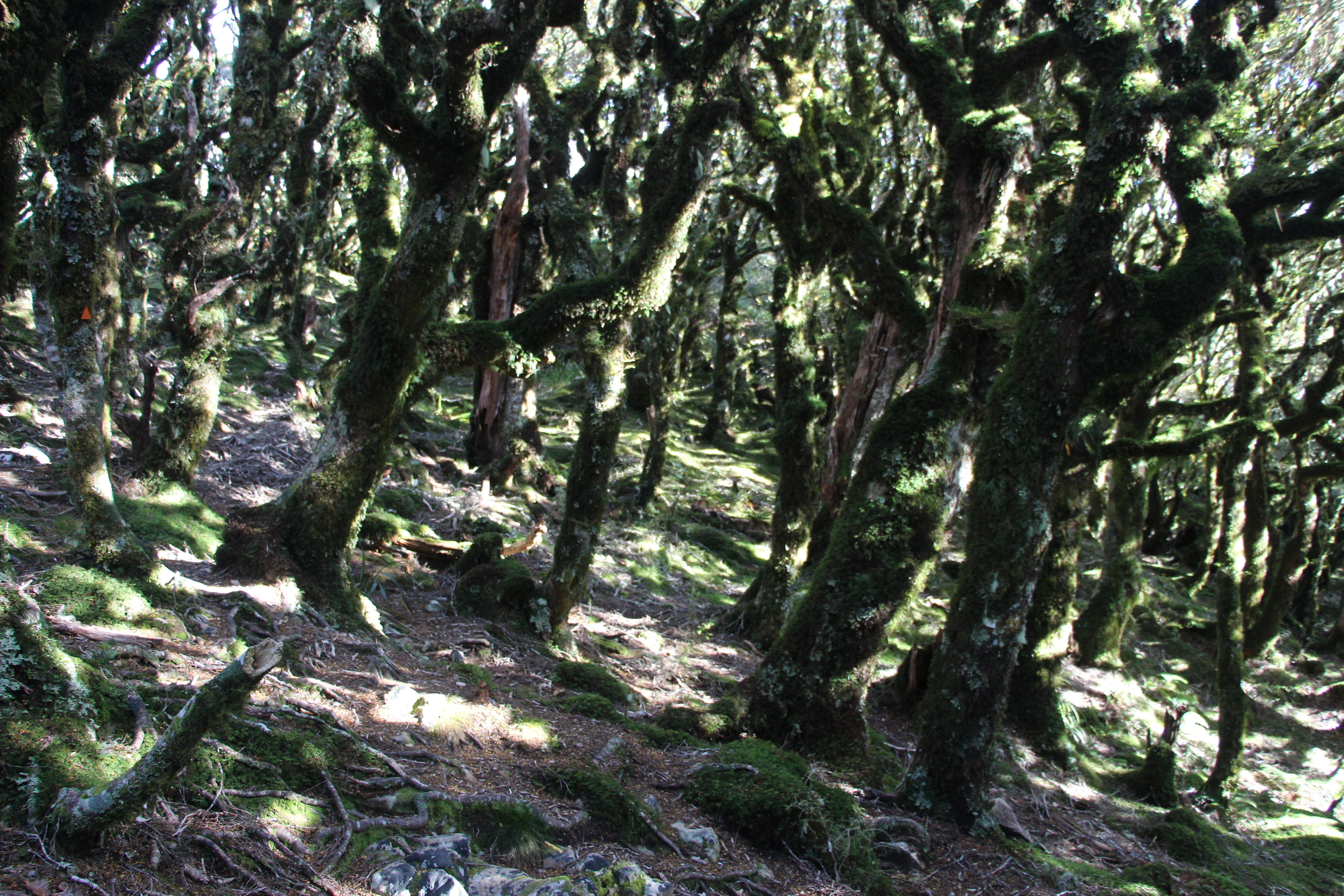
Met mos begroeide bomen in de hogere bossen
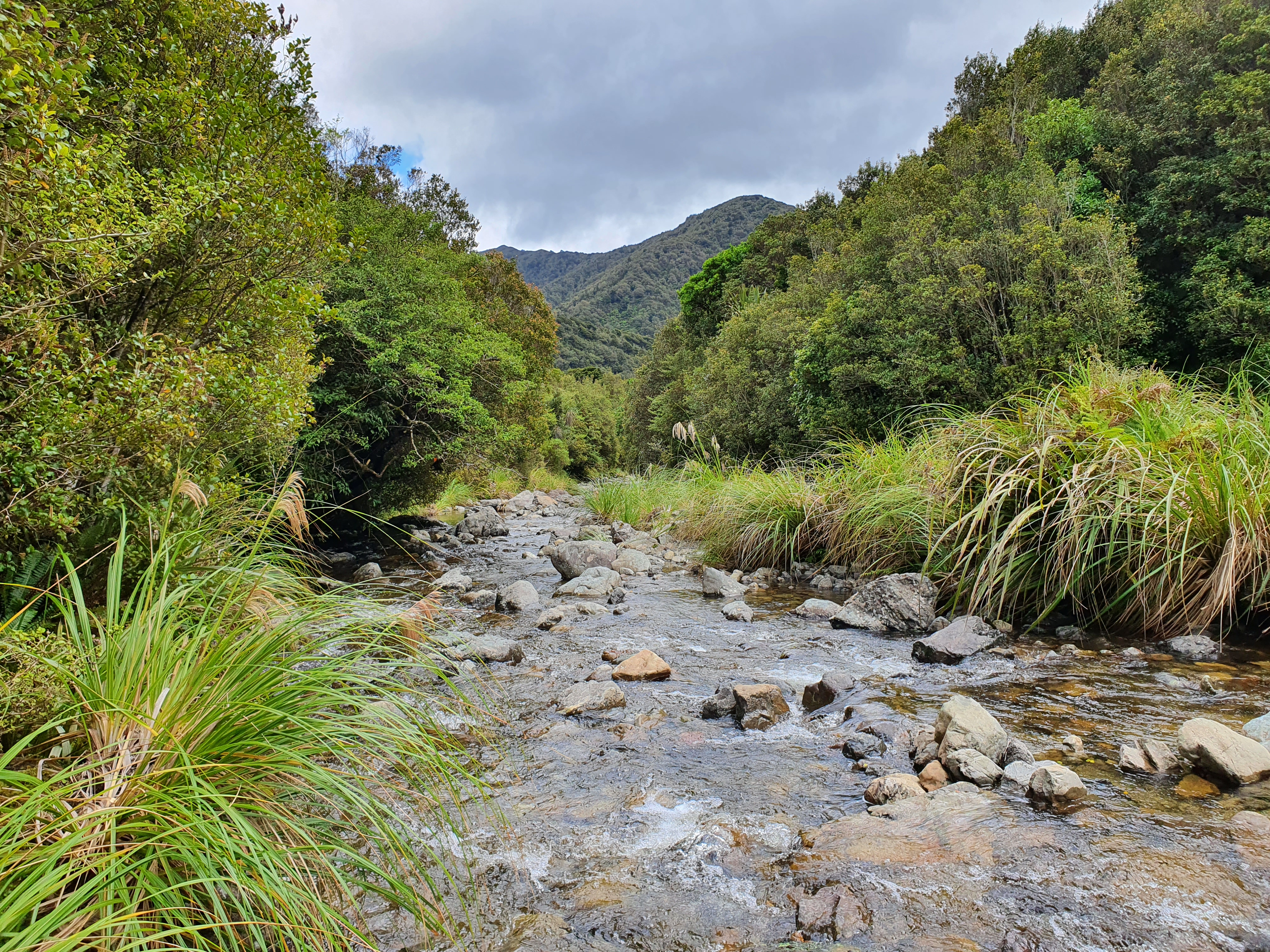
Bossen in de lagere delen van het gebergte